# East of Scotland Championships 2024
Die East of Scotland Championships 2024 im Badminton fanden vom 6. bis zum 7. April 2024 in Edinburgh statt.

## Sieger und Platzierte
| Veranstaltung | Gold                         | Silber                         | Bronze                          |
| ------------- | ---------------------------- | ------------------------------ | ------------------------------- |
| Herreneinzel  | Angus Meldrum                | James Robertson                | Ganesh Balaji                   |
| Herreneinzel  | Angus Meldrum                | James Robertson                | Matthew Waring                  |
| Dameneinzel   | Vibha Raman                  | Katrina Chan                   | Basia Grodynska                 |
| Dameneinzel   | Vibha Raman                  | Katrina Chan                   | Sophie Ford                     |
| Herrendoppel  | Ganesh Balaji Zheng Wei Wong | Lewis Coghill Callum Crangle   | Calum Flockhart Evan Kenny      |
| Herrendoppel  | Ganesh Balaji Zheng Wei Wong | Lewis Coghill Callum Crangle   | Kenneth Cheung Finlay Sheriff   |
| Damendoppel   | Holly Newall Antonia Woods   | Lily Farnood Rachel Maclean    | Basia Grodynska Sophia Schubert |
| Damendoppel   | Holly Newall Antonia Woods   | Lily Farnood Rachel Maclean    | Emma Donald Jennifer Lafferty   |
| Mixed         | Zheng Wei Wong Wen Jun Cheah | Calum Flockhart Brooke Stalker | Josh Taylor Katie Stewart       |
| Mixed         | Zheng Wei Wong Wen Jun Cheah | Calum Flockhart Brooke Stalker | Evan Kenny Antonia Woods        |